# Fata-a-iki
Fata-a-iki (? - 1896.) bio je kralj otoka Niuea, a titula mu je bila Patu-iki.
Vladao je od 1887. godine do svoje smrti. Bio je sedmi kralj otoka. Primio je kršćansku vjeru 1888. godine.
1887. je napisao pismo i poslao ga kraljici Viktoriji.